# 江西省議会
江西省議会（こうせいしょうぎかい）は、かつて中華民国の江西省に設置された地方議会である。

## 概要
江西の議会の議員の任期は3年である。1912年、1918年、1921年に合計3つの取締役会の開催。江西省では1924年に北軍、このため、江西省議会の解散。

## 参考資料
- 『民国初年の江西省議会、1912-1924』、周芳上、1989年